# Leopoldo Castañeda
Leopoldo Castañeda Hernández (* 6. Januar 1970 in Guadalajara, Jalisco) ist ein ehemaliger mexikanischer Fußballspieler, der vorwiegend im defensiven Mittelfeld agierte und nach seiner aktiven Laufbahn eine Fußballschule für Kinder ins Leben rief.

## Laufbahn
Als Profifußballer spielte Castañeda in seiner Heimatstadt Guadalajara für die Leones Negros de la Universidad de Guadalajara, mit denen er in der Saison 1990/91 den mexikanischen Pokalwettbewerb gewann und bei denen er bis mindestens zur Saison 1992/93 unter Vertrag stand. Außerdem spielte er in Guadalajara für Atlas Guadalajara.
In der Saison 1994/95 gehörte er zum Kader der Mannschaft der UAT Correcaminos, die zum bisher letzten Mal Erstligafußball nach Ciudad Victoria gebracht hat.
Zwischen 1996 und 1998 stand Castañeda beim Puebla FC unter Vertrag.

## Erfolge
- Mexikanischer Pokalsieger: 1991